# اتحاد بلدية خميس الخشنة
اتحاد بلدية خميس الخشنة، هو نادي كرة قدم جزائري يقع في خميس الخشنة، الجزائر. تأسس عام 1932 وألوانه هي الأبيض والأسود. ملعب الفريق هو ملعب عبد القادر الزروقي الذي يتسع لـ 8000 متفرج. يلعب النادي حالياً في الرابطة الجزائرية المحترفة الثانية.
| الدوري = الرابطة الجزائرية المحترفة الثانية
| الموسم = 24/25 الجزائر

## تاريخ
في 28 مايو 2022، صعد نادي خميس الخشنة إلى الرابطة الجزائرية المحترفة الثانية.